# Arkadiusz Mucharski

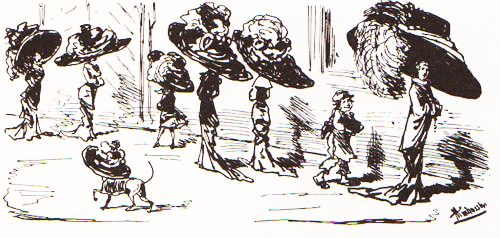
Warszawianki (rysunek, 1882)

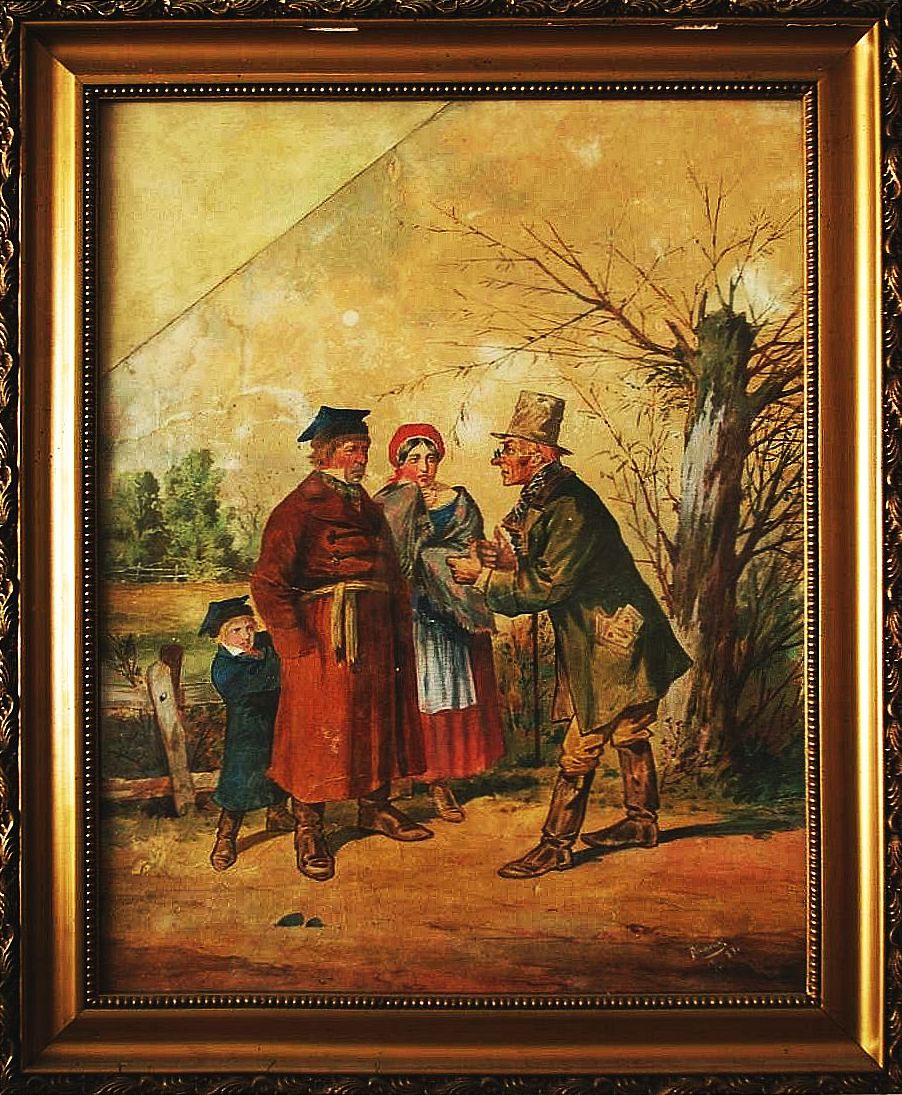
Wiejska scena rodzajowa Arkadiusza Mucharskiego (akwarela, 1883)

Arkadiusz Mucharski (ur. 1853 w Warszawie, zm. 3 września 1899 tamże) – polski muzyk, karykaturzysta i malarz.
Po studiach muzycznych na Warszawskim Konserwatorium, gdzie zaprzyjaźnił się m.in. z Ignacym Paderewskim, Mucharski wpierw grał przez kilka lat na puzonie w orkiestrze warszawskiego Teatru Wielkiego, zanim rozczarowany tym zajęciem znów opuścił orkiestrę, by do końca życia poświęcić się wyłącznie swojej twórczości jako rysownik-humorysta i malarz.
Potrzebne do tego umiejętności Mucharski zdobył jako samouk niemalże sam. Doszedł do tego jego wyjątkowa zdolność do spostrzegania śmieszności życia codziennego oraz jego niezwykły talent w zatrzymywaniu ich w rysunku. Twórczość Mucharskiego w latach kolejnych była niezwykle płodna: jego rysunki i karykatury ukazały się w licznych czasopismach humorystycznych i satyrycznych swego czasu takich jak Kolce, Kuryer Świąteczny i Mucha.
Oprócz tego Mucharski również tworzył akwarele, najczęściej ze scenkami rodzajowymi z życia miejskiego i wiejskiego lub z postaciami z warszawskiego bruku. Do najbardziej znanych dzieł artysty z tej dziedziny jego twórczości należą m.in. jego Wesele krakowskie, Ex-człowiek oraz Emeryt.
Mucharski został pochowany na warszawskim cmentarzu Powązkowskim (kwatera 245-2-3/4).